# كريستال دي سوزا
كريستال دي سوزا (بالإنجليزية: Krystle D'Souza؛ بالهندية: क्रिस्टेल डिसूजा) (من مواليد 1 مارس 1990) هي ممثلة تلفزيونية هندية، بدأت دي سوزا التمثيل وهي في الكلية، اشتهرت بدورها جيفكا فادهيرا في المسلسل Ek Hazaaron Mein Meri Behna Hai. ثم لعبت دور ساكشي في Ek Nayi Pehchaan.
في عام 2016، لعب دور رانيا في المسلسل Brahmarakshas الذي بث على قناة زي تي في، فازت دي سوزا ب الجائزة الذهبية لأفضل ممثلة في دور كوميدي عن دورها «روبا» في المسلسل التلفزيوني Belan Wali Bahu. وإلى جانب التمثيل، ظهرت دي سوزا في أسبوع ازياء لاكمي كعارضة ازياء في فبراير 2017، احتلت دي سوزا المرتبة 19 في قائمة أكثر 50 امرأة آسيوية جاذبية من قبل صحيفة آيسترن أيز في عام 2013. كما تم إدراجها في المركز الخامس في قائمة «أكثر 20 امرأة مرغوبة في التلفزيون الهندي لعام 2017» من قبل صحيفة تايمز أوف إينديا.

## الحياة الشخصية
دي سوزا مسيحية، وتصف نفسها بأنها متدينة للغاية وتقول: 

## روابط خارجية
- كريستال دي سوزا على موقع IMDb (الإنجليزية)